# ایکسیریوال
ایکسیریوال (به لاتین: Aixirivall) یک فهرست شهرهای آندورا در آندورا است که در سنت حولیا ده لوریا واقع شده‌است.

## خصوصیات
ایکسیریوال ۸۷۱ نفر جمعیت دارد و ۱٬۳۵۶ متر بالاتر از سطح دریا واقع شده‌است.